# フォート・デ・ルッシー

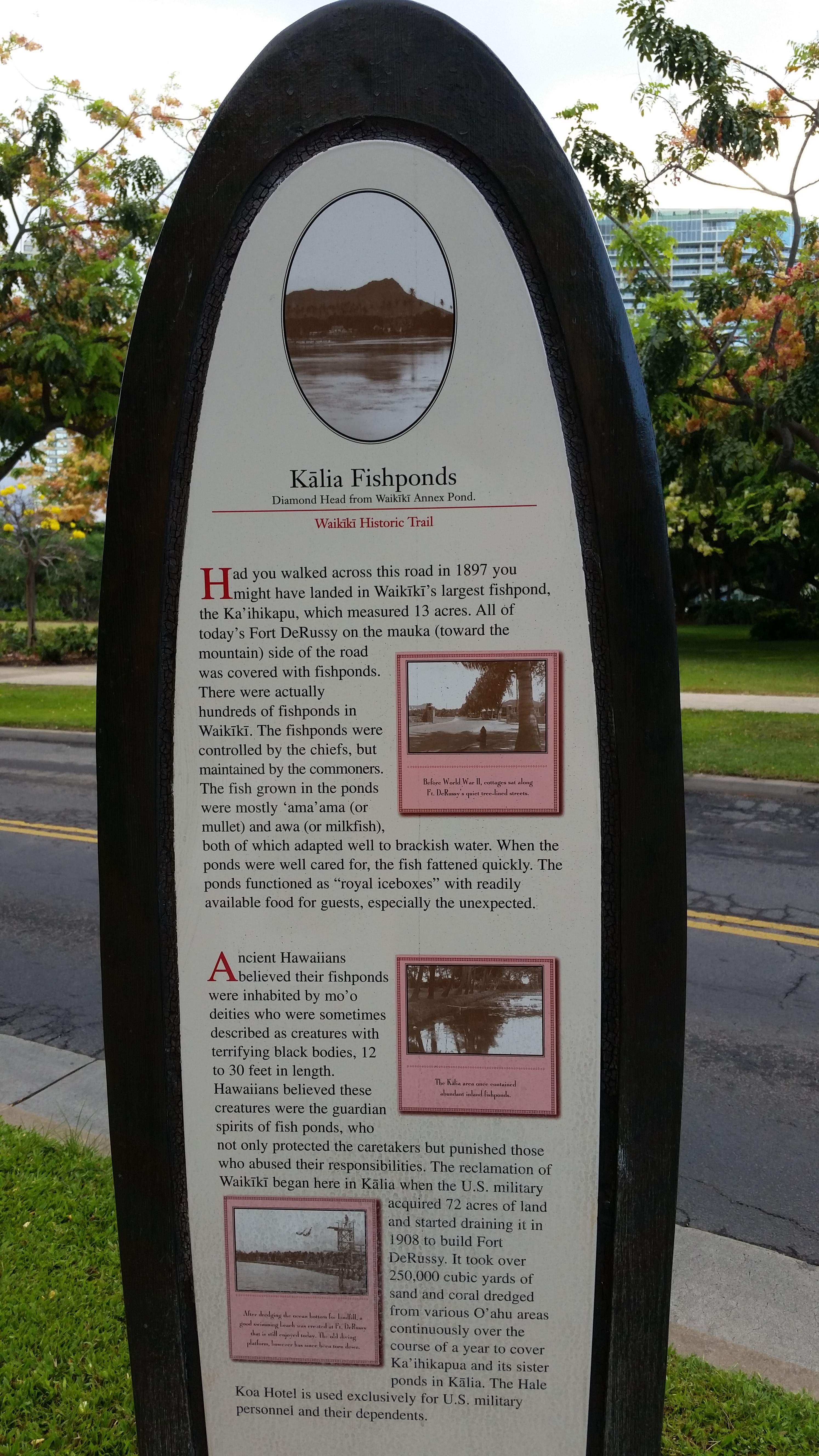
現在フォート・デ・ルッシーがある場所にかつてあったカリアの養殖池に関する歴史掲示板

フォート・デ・ルッシーは、ホノルルのワイキキ地区にあるアメリカ合衆国の軍事基地。アメリカ陸軍の支配下にある。敷地に囲みはなく公共交通に大きく開かれており、施設は主に景観緑地によって構成されている。
以前の「バッテリー・ランドルフ」には現在、公衆に解放されたハワイアメリカ陸軍博物館が入居している。アメリカ軍休息センター（Armed Forces Recreation Centers）であるハレ・コア・ホテル、ダニエル・K・イノウエアジア太平洋安全保障研究センターもフォート・ド・ルッシーにある。

## 歴史
この土地はかつて中国人の豪商チュン・アフォン（Chun Afong）によって所有されており、彼は3エーカーの風景を整えた土地に別荘を築いた。
アフォンはパーティーを開いて王室のゲストや政府高官、外交官、士官やその他の人々を招くためにこの場所を使った。1904年に彼はこの土地をアメリカ陸軍工兵司令部に28000ドルで売却した。陸軍はバッテリー・ランドルフとダドリー（現存しない）を建築した
。
High Chiefess（女性首長）のエリザベス・ケカアニアウ・プラット（Elizabeth Kekaʻaniau）と夫のフランクリン・シーヴァ―・プラット（Franklin Seaver Pratt）も「バス・ビラ」（Bath Villa）と呼ばれたのこの土地に不動産を所有していた可能性がある
。
ホノルルのフォート・ド・ルッシーはアメリカ合衆国に5つある「フォート・ド・ルッシー」の一つである。一つはルイジアナ州に、一つはケンタッキー州に、一つはワシントンDCにあり、この四つは南北戦争中に建造された。
ここはキャリアの中で陸軍の砦建設を監督し、ウェスト・ポイント陸軍士官学校の最高責任者を務めたレネ・エドワード・ド・ルッシー（René Edward De Russy）陸軍大将(1789–1865)にちなんで名づけられた。
家族と共にサン・ドマング（現在のハイチ）からの避難民としてアメリカにやってきた彼は弟のルイスと共にバージニア州で育ち、ウェスト・ポイントの陸軍士官学校を卒業した。後年、兄弟は南北戦争の間レネは北軍に、ルイスは南軍について働いた。その中で働いた最も古い卒業生であった。
フォート・ド・ルッシーはワイキキビーチにあり、オアフ島の歴史的ホテルであるロイヤル・ハワイアンやモアナ・ホテルの近くにあったので、以前のバッテリー・ランドルフ海岸はベトナム戦争の間、軍人たちの休憩・回復（R&R）場所として利用された。
フォート・ド・ルッシーは元々海岸防衛のために築かれた、オアフ島の海岸砲台の一つであった。
空襲の効果が増加したため、これらの場所にあったほとんどの大砲は1950年代までに撤去された。
真珠湾攻撃の直後、バッテリーランドルフ砲台の14インチ砲は一度実際に発砲された。この影響でロイヤル・ハワイアン・ホテル、モアナ・ホテルの窓の多くが粉々になったという。その後この砲台が稼働したことは二度となかった。

## 稼働中の施設
公的な軍施設にはアジア太平洋安全保障研究センター、フォート・ド・ルッシー・チャペル、そしてMWR施設（Morale, Welfare and Recreation、米軍の休養施設）であるハレ・コア・ホテルがある。

## ハワイ陸軍博物館

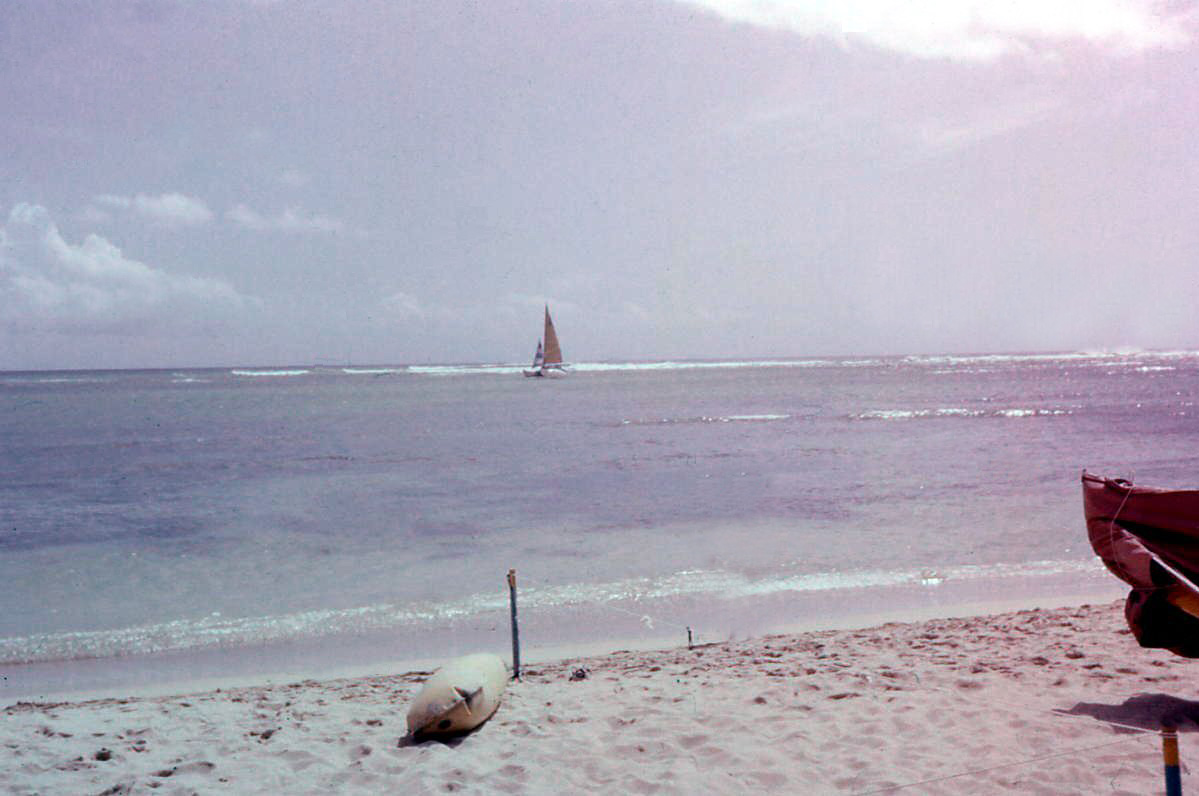
フォート・デ・ルッシー・ビーチ、1959年

ハワイ陸軍博物館はかつて海岸砲台であったバッテリー・ランドルフ（1907年に死去）の中に入居している。
バッテリー・ランドルフはオアフ島にあるホノルル港の防衛のために1911年に築かれ、隠顕砲架の上に40000ヤードの射程を持つ二門の14インチ砲が装備されていた 。
この砲台はベンジャミン・H・ランドルフ少佐（1907年に死去）にちなんで名づけられた。
博物館のコレクションには幾らかの第二次世界大戦当時の武器や、AH-1 コブラヘリコプター、そして大砲だけでなく室内には小火器もある。
展示はアメリカ陸軍の太平洋半球での戦いを扱っており、入場料は無料である
。この博物館はカリア・ロードにあり、座標は北緯21度16分44秒 西経157度50分1秒 / 北緯21.27889度 西経157.83361度にある。
その他に設置された6インチ砲は「バッテリー・ダドリー」と呼ばれており、エドガー・S・ダドリー大将（1911年に死去）にちなんで名づけられた。
「ホノルルの大砲地区」は1984年の6月5日にオアフ島のアメリカ合衆国国家歴史登録財に加えられた。